# 朱西·马拉托
朱西·马拉托（義大利語：Giusi Malato，1971年7月9日—），意大利女子水球运动员。她曾代表意大利国家队参加2004年夏季奥林匹克运动会水球比赛，结果获得一枚金牌。